# A Life Within a Day
A Life Within A Day — дебютный и единственный альбом группы Squackett.

## Об альбоме
Большую часть материала на альбоме музыканты сочинили совместно. Композиция «Tall Ships» появилась после того, как Крис Сквайр решил опробовать в студии свою новую бас-гитару. Идеи для композиции «Aliens», «Can't Stop the Rain» и «Perfect Love Song» были придуманы Сквайром, а «Divided Self» и «Stormchaser» Хэккетом.
Первый сингл Sea of Smiles (на обратной стороне Perfect Love Song) был выпущен ограниченным тиражом на виниле 21 апреля 2012 года. А сам альбом вышел 28 мая. В записи кроме Сквайра и Хэкетта также приняли участие музыканты Steve Hackett's Electic Band.
Альбом получил в целом положительные отзывы критиков. Брет Адамс с сайта Allmusic отмечает на этом вполне очевидное влияние Yes и Genesis, а также The Beatles и Led Zeppelin. Он называет «Stormchaser» выдающейся песней и говорит, что в ней наиболее сильно чувствуются отголоски Led Zeppelin. В заключение Адамс говорит, что альбом «превосходит ожидания и является достойным дополнением к наследию Хэкетта и Сквайра». Итоговая оценка — 4 из 5.
Более сдержано оценивает альбом обозреватель журнала Classic Rock Дэвид Стаббс. Он оценивает альбом в 5 из 10 и говорит, что «альбом спасает генеалогия Хэкетта и Сквайра и свойственное им качество, но скорее всего он будет представлять интерес лишь для их поклонников, а не для широкой аудитории».

## Список композиций
Все песни написаны Стивом Хэкеттом, Крисом Сквайром и Роджером Кингом, если не указано иначе.
| №                   | Название               | Автор(ы)                                              | Длительность |
| ------------------- | ---------------------- | ----------------------------------------------------- | ------------ |
| 1.                  | «A Life Within a Day»  |                                                       | 6:35         |
| 2.                  | «Tall Ships»           |                                                       | 6:18         |
| 3.                  | «Divided Self»         | Хэкетт, Сквайр, Кинг, Ник Клабберн                    | 4:06         |
| 4.                  | «Aliens»               | Хэкетт, Сквайр, Кинг, Хили                            | 5:32         |
| 5.                  | «Sea of Smiles»        |                                                       | 5:25         |
| 6.                  | «The Summer Backwards» |                                                       | 3:00         |
| 7.                  | «Stormchaser»          |                                                       | 5:26         |
| 8.                  | «Can't Stop the Rain»  | Хэкетт, Сквайр, Кинг, Джерард Джонсон, Саймон Сесслер | 5:47         |
| 9.                  | «Perfect Love Song»    | Хэкетт, Сквайр, Кинг, Джонсон                         | 4:04         |
| Общая длительность: | Общая длительность:    | Общая длительность:                                   | 46:13        |

## Участники записи
- Стив Хэкетт — вокал, гитара;
- Крис Сквайр — бас-гитара, вокал;
- Роджер Кинг — клавишные;
- Джереми Стейси — ударные;
- Аманда Леманн — бэк-вокал;

Струнные в песне «A Life Within a Day»
- Дик Драйвер — контрабас;
- Ричард Стюарт — виолончель;
- Кристин Таунсенд — альт, скрипка.